# Sara Ahmed
Sara Samir Elsayed Mohamed Ahmed (1 de janeiro de 1998) é uma halterofilista egípcia e medalhista olímpica.

## Biografia
Sara nasceu na vila de Al-Huaniya, na província de Ismaília no Egito, em uma família com tradição no halterofilismo.  Inspirada por seu pai e irmão, ambos competidores da modalidade, decidiu profissionalizar-se no esporte aos 12 anos, tornando-se a primeira egípcia a conquistar um título nessa categoria. Mesmo com os desafios para conciliar estudos e treinamentos, destacou-se em competições locais e regionais, chamando a atenção da seleção egípcia.
Sara Ahmed competiu na Rio 2016, onde conquistou a medalha de bronze na categoria até 69 kg. Essa conquista histórica fez de Sara a primeira mulher egípcia e halterofilista a ganhar uma medalha olímpica.